# Саркисян, Исак Погосович
Исак Погосович Саркисян (арм. Սահակ Պողոսի Սարգսյան, азерб. İsak Poqosoviç Sarkisyan; 1898, Карягинский уезд — 1958, Баку) — советский азербайджанский хлопковод и железнодорожник, Герой Социалистического Труда (1948).

## Биография
Родился в 1898 году в селе Мюлькюдере Карягинского уезда Елизаветпольской губернии (ныне село в Ходжавендском районе Азербайджана).
С 1938 года — бригадир колхоза имени Шаумяна Ждановского района Азербайджанской ССР, с 1955 года — каменщик станции Сабунчи Азербайджанской железной дороги. В 1947 году получил урожай египетского хлопка 62,4 центнера с гектара на площади 5 гектаров.
Указом Президиума Верховного Совета СССР от 10 марта 1948 года за получение в 1947 году высоких урожаев хлопка Саркисяну Исаку Погосовичу присвоено звание Героя Социалистического Труда с вручением ордена Ленина и золотой медали «Серп и Молот».
Скончался в 1958 году в городе Баку.